# Feulen
Feulen (lb. Feelen) − gmina (gemeng / commune / Gemeinde) w środkowym Luksemburgu, w kantonie Diekirch. Do 3 października 2015 gmina leżała w dystrykcie Diekirch. Siedziba administracyjna gminy znajduje się w miejscowości Niederfeulen.

## Podział administracyjny
Do gminy należy pięć miejscowości, w tym dwa (Uertschaft) oraz trzy lieu-dit:
1. Feulenerhecken (Feelenerhecken), lieu-dit
2. Hirtzhof (Hierzhaff), lieu-dit
3. Hubertushof (Hubertushaff), lieu-dit
4. Niederfeulen (Nidderfeelen)
5. Oberfeulen (Uewerfeelen)